# Żelazną ręką
Żelazną ręką – polski film historyczny z 1989 roku. Adaptacja powieści Kanclerz Zbigniewa Safjana.

## Fabuła
Rok 1575. W Rzeczypospolitej trwają przygotowania do wolnej elekcji mającej wyłonić nowego króla. Książę Siedmiogrodu, Stefan Batory, wysyła swego poddanego, rotmistrza Szymona Mroczka, do Warszawy z misją pozyskania zwolenników dla swojej kandydatury. Mroczek udaje się do Polski. Po drodze ratuje przed spaleniem na stosie piękną dziewczynę, Agatę. Od tej chwili Agata wszędzie mu towarzyszy w męskim przebraniu. Mroczek spotyka się z Janem Zamojskim, który decyduje się poprzeć kandydaturę Batorego. Wkrótce Batory obejmuje tron w Polsce.

## Obsada aktorska
- Jerzy Kryszak (rotmistrz Szymon Mroczek)
- Krzysztof Jasiński (Samuel Zborowski)
- Krzysztof Kolberger (Reinhold Heidenstein, sekretarz Jana Zamoyskiego)
- Wojciech Alaborski (marszałek Andrzej Zborowski, brat Samuela)
- Marcin Troński (Jan Zamoyski)
- Zdzisław Wardejn (Emerlich Sonntag, agent Habsburgów)
- Jerzy Grałek (Stefan Batory, książę Siedmiogrodu, król Polski)
- Jerzy Rogalski (Wojtaszek, lutnista Samuela Zborowskiego)
- Grażyna Wolszczak (Agata, kochanka Mroczka)
- Zdzisława Specht (Julietta, kochanka Batorego)
- Józef Fryźlewicz (Gosławski, stronnik Habsburgów)
- Maciej Góraj (Zachalaszka, szlachcic zabity przez Mroczka w karczmie)
- Henryk Bista (Cabas, poddany Batorego w Siedmiogrodzie)
- Juliusz Lubicz-Lisowski (Jakub Uchański, prymas Polski)
- Jan Kulczycki (Burduk, zamachowiec strzelający do prymasa Uchańskiego)
- Wiesław Wieremiejczyk (Kmiot, sługa Mroczka)
- Michał Kret (Ostrosz, sługa Mroczka)
- Andrzej Precigs (Żółkiewski Stanisław)
- Piotr Grabowski (Piskorzewski)
- Andrzej Żółkiewski (Serny)
- Mirosława Marcheluk (Anna Jagiellonka, królowa Polski, żona Batorego)
- Andrzej Szczytko (Urowiecki, prowadzący Samuela Zborowskiego na ścięcie)
- Tomasz Marzecki (Iwan)
- Włodzimierz Skoczylas (właściciel gospody w której mieszka Sonntag)
- Bronisław Pawlik (szlachcic na dworze królewskim)